# Real Women Have Curves

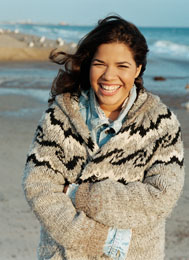
Fotografia promocional d'America Ferrara, protagonista de la pel·lícula.

 Real Women Have Curves és una pel·lícula estatunidenca de Patricia Cardoso, estrenada el 2002, i va rebre el Premi del públic, secció ficció, al 21è Festival de Cinema de Sundance.

## Argument
L'estiu comença per a Ana (America Ferrera), noia d'origen mexicà una mica introvertida (sobretot per les seves rodoneses), que tot just ha acabat els seus anys d'Institut. La seva mare Carmen (Lupe Ontiveros) és una dona una mica hipocondríaca i sobretot molt tradicional, l'empeny a anar a treballar amb ella en un taller portat per la germana gran d'Ana (Ingrid Oliu), on algunes dones fabriquen a baix cost vestits de nit; espera que Ana es casarà ràpidament i seguirà els seus passos, portant la mateixa vida que ella, laboriosa, certament, però que jutja més convenient. Ara bé, animada pel seu professor d'anglès Sr. Guzman (George Lopez), Ana prova d'entrar a la Universitat de Colúmbia el curs següent. Un projecte que la seva mare evidentment no aprova, i les relacions entre les dues dones no s'arreglaran quan Ana començarà a sorrtir amb un amic de l'institut, Jimmy (Brian Sites).

## Repartiment
- America Ferrera
- Lupe Ontiveros
- Ingrid Oliu
- George Lopez
- Brian Sites

## Premis
- 2002. Premi Jove del Jurat, al Festival Internacional de cinema de Sant Sebastià per Patricia Cardoso.